# Newbury (Ontario)
Pour les articles homonymes, voir Newbury.
Newbury est un village de l'Ontario, au Canada. Il est situé dans le comté de Middlesex, dans la partie sud-ouest de la province.

## Histoire
Le village est fondé en 1851 lorsque la Great Western Railway est construite dans les environs. La localité s'appelle d'abord Ward's Station, puis est renommée en 1854 d'après la ville homonyme en Angleterre. La même année ouvre le bureau de poste, dirigé par Robert Thompson.
À partir de 1872, la population de Newbury atteint 750 habitants. Le village est incorporé l'année suivante.
En 1967, le Four Counties General Hospital est ouvert, suivit par la Newbury Medical Clinic en 1972.

## Démographie
| 2001 | 2006 | 2011 | 2016 |
| ---- | ---- | ---- | ---- |
| 422  | 439  | 447  | 466  |